# Тверия
Тве́рия, Тиве́рия, Тивериа́да, Таба́рия, Тиберия (ивр. טְבֶרְיָה‎, англ. Tiberias, греч. Τιβεριάς, лат. Tiberias, араб. طَبَرِيَّا или طَبَرِيَّة‎) — город на западном берегу Тивериадского озера в Галилее, на северо-востоке Израиля.

## Общие сведения

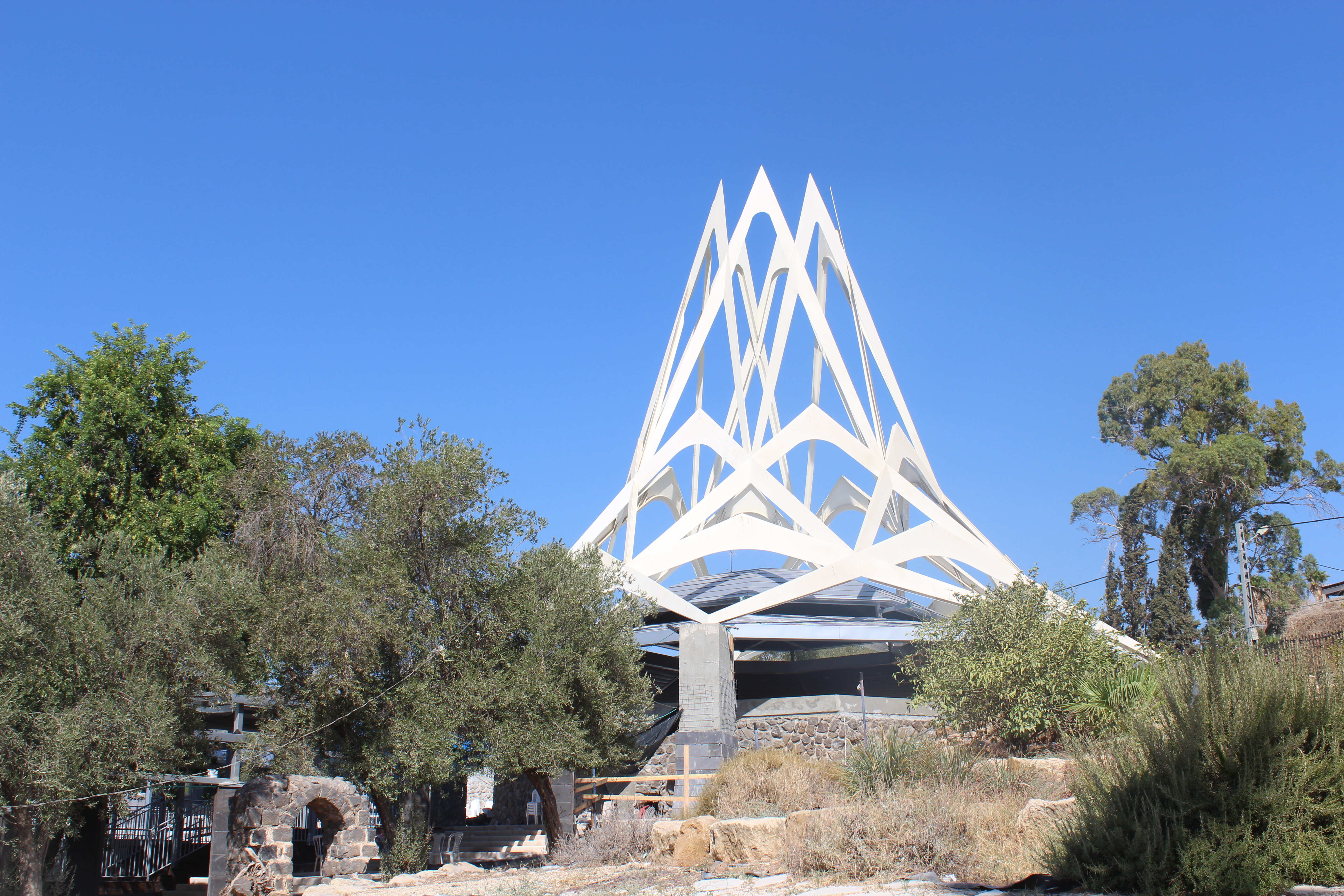
Предполагаемая гробница Маймонида в Тверии

Тверия входит в число четырёх святых для евреев городов (Иерусалим, Хеврон, Тверия и Цфат).
Каждый год в Тверию стекаются десятки тысяч людей, чтобы посетить национальные святыни: гробницы Рамбама (рабби Моше бен-Маймона — Маймонида), рабби Иоханана Бен-Заккая и рабби Акивы.
Среди достопримечательностей — греческий православный храм Двенадцати апостолов, руины синагоги (VI век) в районе горячих источников, а также остатки древнего еврейского города Хамат Тверия (I—IV века н. э.). С 1955 года на базе 17 местных источников с температурой до +63 °C и лечебной грязи «пилома» действует бальнеологический курортный комплекс Хамей Тверия. В окрестностях озера расположены дома отдыха.
К югу от Тверии, в том месте, где река Иордан вытекает из Тивериадского озера, находится Ярденит — традиционное место крещения в водах реки. К северу от Тверии, на северо-западном берегу Тивериадского озера, находится Капернаум (Кфар-Нахум), в котором жил и проповедовал Иисус Христос. Францисканцы приобрели этот участок, раскопали и исследовали город, а также основали здесь свой монастырь. Недалеко от Капернаума на горе стоит католический монастырь с храмом, который посвящён Заповедям блаженств (см. также Нагорная проповедь).

## История города
Своё название город получил от имени римского императора Тиберия. После изгнания евреев из Иерусалима он стал главным еврейским духовным центром. Согласно Талмуду, здесь обитал патриарх Иаков.

### Античность
По словам Иосифа Флавия, Тивериада была основана в 17 году н. э. Иродом Антипой и получила название в честь императора Тиберия. Место для города было выбрано в самой красивой части Галилеи.
Ирод Антипа сделал Тивериаду своей резиденцией, для чего построил здесь великолепный дворец, храм, амфитеатр и окружил город стеной. Была ещё одна причина привлекательности города для правителей Галилеи: близ города протекал горный ручей с целебной водой. В окрестностях было много древних гробниц, которые при строительстве разрушались (зачастую дома строили прямо на их месте), поэтому иудеи считали город нечистым и боялись селиться в нём, так что в первое время он имел вполне греческий вид. Для иудеев Ирод построил большую синагогу; в её помещениях двумя поколениями позже происходили мятежные собрания галилеян во время великой войны с Римом.
В Тивериаду были перевезены вместе с правительственной резиденцией архивы провинции; для гарнизона была построена крепость, в арсеналах которой хранилось оружие для 70 000 солдат. В течение следующих 50 лет Тивериада была бесспорной столицей Галилеи и, за исключением Кесарии, красивейшим городом Иудеи. Нерон подарил её Агриппе младшему, который перенёс столицу из Тивериады в Сепфорис.
Неизвестно, бывал ли в Тивериаде Иисус, Евангелия об этом не упоминают; несомненно только, что он был в окрестностях города и озера. Сама Тивериада упоминается в Евангелии дважды (Иоан. 6:1, 23).
Евреи Тивериады не участвовали в восстании 70 года н. э., после подавления которого большинство еврейского населения Иудеи было уничтожено или изгнано. После разрушения Иерусалима в 70 году и особенно после основания на месте Иерусалима Элии Капитолины иерусалимские евреи во множестве переселяются в Галилею, населяют её города и основывают здесь центр еврейства. В результате Тивериада превратилась в единственный город Римской империи, большинство населения которого составляли евреи. В городе были построены 13 синагог. Тивериадский синедрион становится для евреев высшей инстанцией в религиозных делах; высшая иудейская академия, перенесённая сюда из Иерусалима, делается центром еврейской учёности. В йешивах Тивериады были собраны те постановления, которые образуют Мишну, главную часть Талмуда.
В эту эпоху в Тивериаде была записана часть Иерусалимского Талмуда. А в самом городе и в округе жили еврейские мудрецы того времени — танаим и амораим.

### Средние века
При Константине Великом основал церковь обратившийся в христианство иудей Иосиф; императрица Елена воздвигла здесь церковь о 12 престолах. С 449 по 553 год здесь было епископство.
Император Юстиниан I обнёс Тивериаду крепкими стенами. При халифе Омаре (637 год) город перешёл под власть мусульман.
В 1099 году Тивериаду захватили крестоносцы и город стал частью
Иерусалимского королевства. Епископство было восстановлено во время Первого крестового похода. Население и архитектура города почти полностью изменились. Город превратился в важный административный и военный центр. Крестоносцы построили в Тивериаде замки и оборонительные сооружения. В 1187 году крестоносцы были разбиты армией Салах-ад-Дина возле Карней-Хитин (недалеко от Тверии). После разгрома крестоносцев город снова подпал под власть мусульман и с 1247 года находился под их властью постоянно. Разрушенная Тверия долгое время оставалась малозначимым городом.
В более поздние времена город, получивший название Табарийе, был построен на развалинах прежней Тивериады; со стороны озера он был открыт, а со всех остальных сторон был окружён высокими стенами и 20 башнями из чёрного базальта.
В 1564 году еврейская меценатка из Португалии Беатрис де Луна (приняла имя Грации Мендес Наси), пользуясь благосклонностью турецкого султана Сулеймана I, взяла город в аренду. Город был значительно отстроен в период 1564—1569 годов. Племянник Грации Наси, Жан Мик, который в Турции стал Иосифом Наси, некоторыми источниками считается первым сионистом. Ещё в 1561 году он получил в подарок часть города с пригородами и хотел создать там очаг еврейской жизни, то есть место, куда могли бы приехать евреи, изгнанные из Испании и Португалии, а также все притесняемые евреи Германии, Франции и Польши.

### Новое время
В 1740 году в Тверию переехал главный раввин Измира Хаим Абулафия. С 1777 года в городе стали селиться хасиды под руководством рава Менахема Менделя из Витебска.
В 1811 году Тверия была не более чем селением, в котором числилось около ста домов еврейских, 20 христианских и довольно много мусульманских. И. Л. Буркхардт насчитывал здесь до 4000 жителей, из которых половина евреев. 1 января 1837 года город был разрушен землетрясением, уцелела только часть древней крепости со стенами домов, множество жителей тогда погибло.
В 1881—1882 годах известный русский художник Василий Дмитриевич Поленов во время своего первого путешествия на Ближний Восток и по библейским местам посетил Константинополь, Палестину, Сирию и Египет, откуда привёз эскизы и наброски к масштабному полотну «Христос и грешница», а также другие картины, написанные в найденной в поездке новой для себя манере письма. Вероятно, в это же время им была написана картина «Дворик в Тивериаде». В 1888 году он написал картину «На Тивериадском (Генисаретском) озере».

### Новейшее время

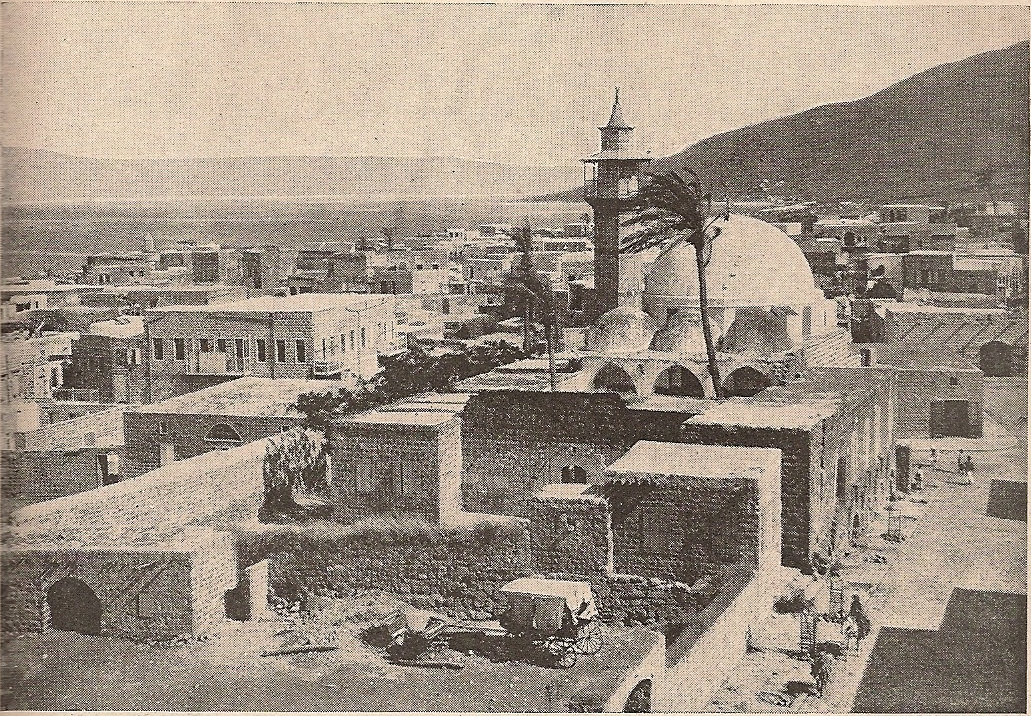
Тверия в 1920 году

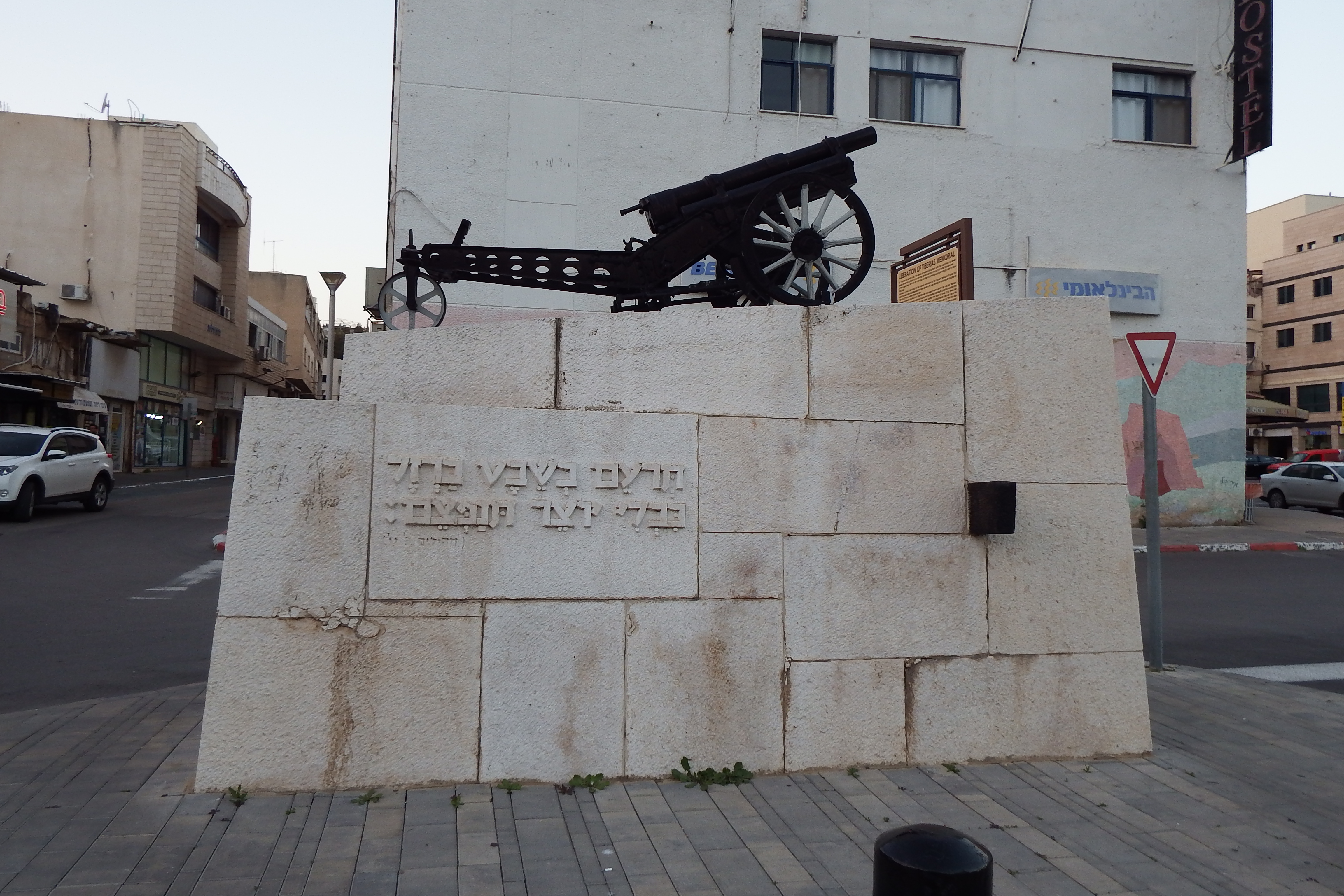
Тверия, памятник освобождению города во время войны за независимость Израиля

В 1596 году, согласно оттоманским реестрам, население Тверии составляли 50 мусульманских семей и 4 холостяка. В 1780 году здесь жило около 4000 человек, 2/3 из которых были евреями. В 1842 году население составляло около 3900 жителей, примерно треть из них — евреи, несколько христиан и 2/3 мусульман. В 1850 году здесь работали три сефардские синагоги, обслуживавшие 80 семей, и жило ещё 100 ашкеназских семей. Тверийские евреи жили более спокойно, чем евреи Цфата. Согласно реестрам, в 1863 году 3/4 населения Тверии составляли христиане и мусульмане, которых было от 2000 до 4000 человек. Данные переписи около 1887 года сообщают, что в Тверии жило примерно 3640 человек; 2025 евреев, 30 латинян[уточнить], 215 католиков, 15 греко-католиков и 1355 мусульман.
С начала еврейской иммиграции в Палестину конца XIX и первой половины XX века еврейское население Тверии значительно возросло. В 1901 году 2000 из 3600 жителей Тверии были евреями, к 1912 году население города достигло 6500, из которых 4500 были евреями, 1600 — мусульманами и 400 — христианами. Согласно переписи населения Палестины 1922 года, проведённой британскими властями, в Тверии жило 6950 человек, из них 4427 евреев, 2096 мусульман, 422 христиан и пятеро «прочих». Согласно переписи 1931 года, в городе проживало 5381 евреев, что составляло 63,9 % от общего числа жителей; мусульман было 2645, христиан — 565 и десять «прочих».
2 октября 1938 года в результате погрома в квартале Кирьят Шмуэль погибло 19 евреев, включая 11 детей.
Во время войны за независимость Израиля город стал ареной ожесточённых столкновений между арабами и евреями. В период 8—9 апреля 1948 года между еврейским и арабским районами вспыхнули спорадические перестрелки. 10 апреля «Хагана» начала миномётный обстрел, убив несколько арабских жителей. Местный арабский комитет отказался от предложения Арабской освободительной армии взять город под её защиту, но небольшой контингент иррегулярных арабских группировок вошёл в город. В течение 10—17 апреля «Хагана» начала наступление на город, отказавшись вести переговоры о перемирии, а англичане не стали вмешиваться. Арабское население (6000 жителей, или 47,5 %) было эвакуировано под защитой британских военных сил 18 апреля 1948 года. Еврейское командование не отдавало приказ об эвакуации, и она, судя по всему, стала для него сюрпризом.

### Современность
Сегодня Тверия — один из туристических центров Израиля. В 2005 году доходы от иностранных туристов в гостиницах Тверии выросли на 118,3 %.

## Население
По данным Центрального статистического бюро Израиля, население на начало 2020 года составляло 44 779 человек.
Среднемесячная заработная плата работника в течение 2019 года составила 6197 шекелей (в среднем по стране: 9745 шекелей).

## Галерея

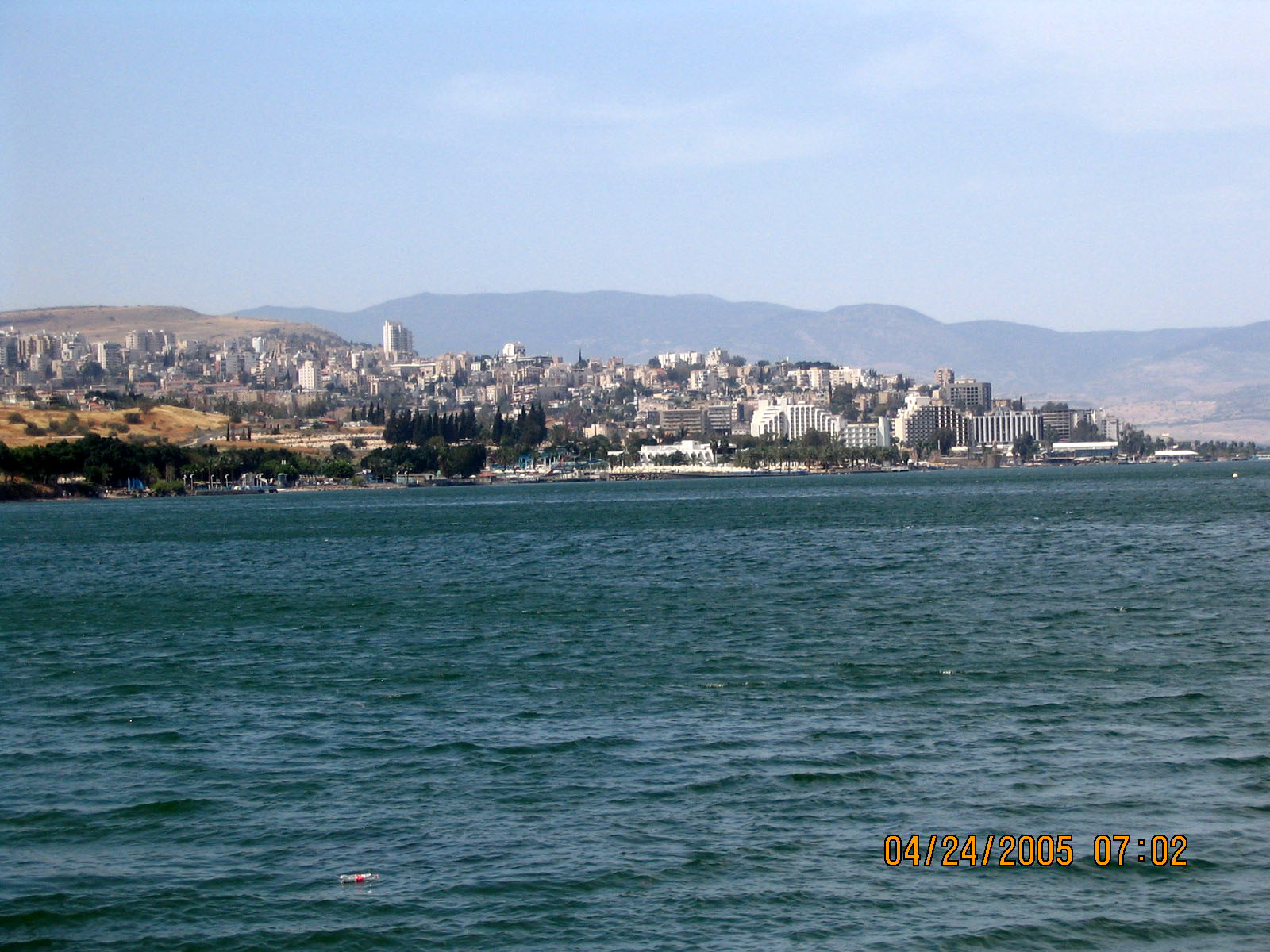
Озеро Кинерет и Тверия
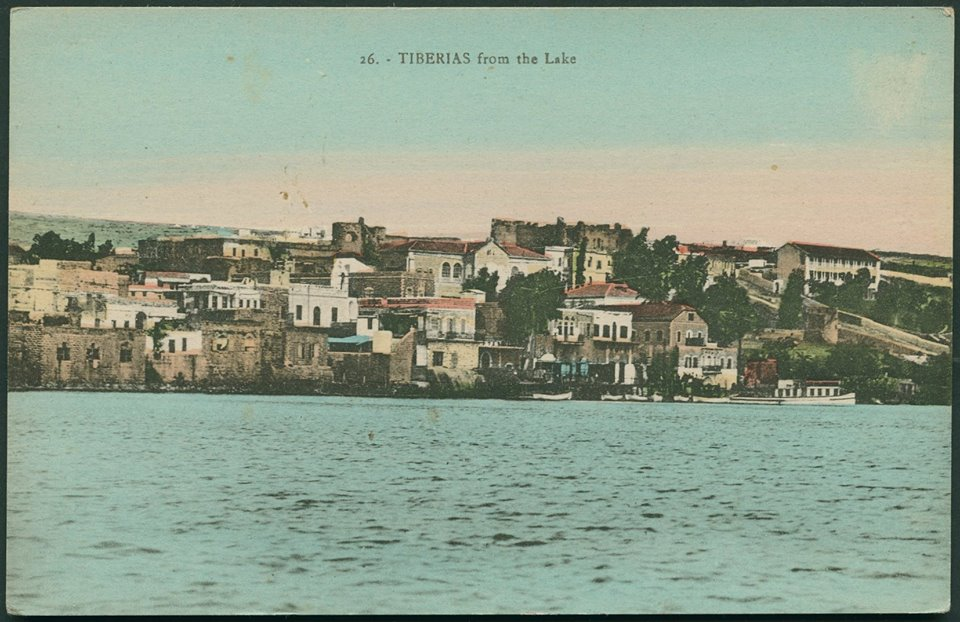
Почтовая открытка 1925 года
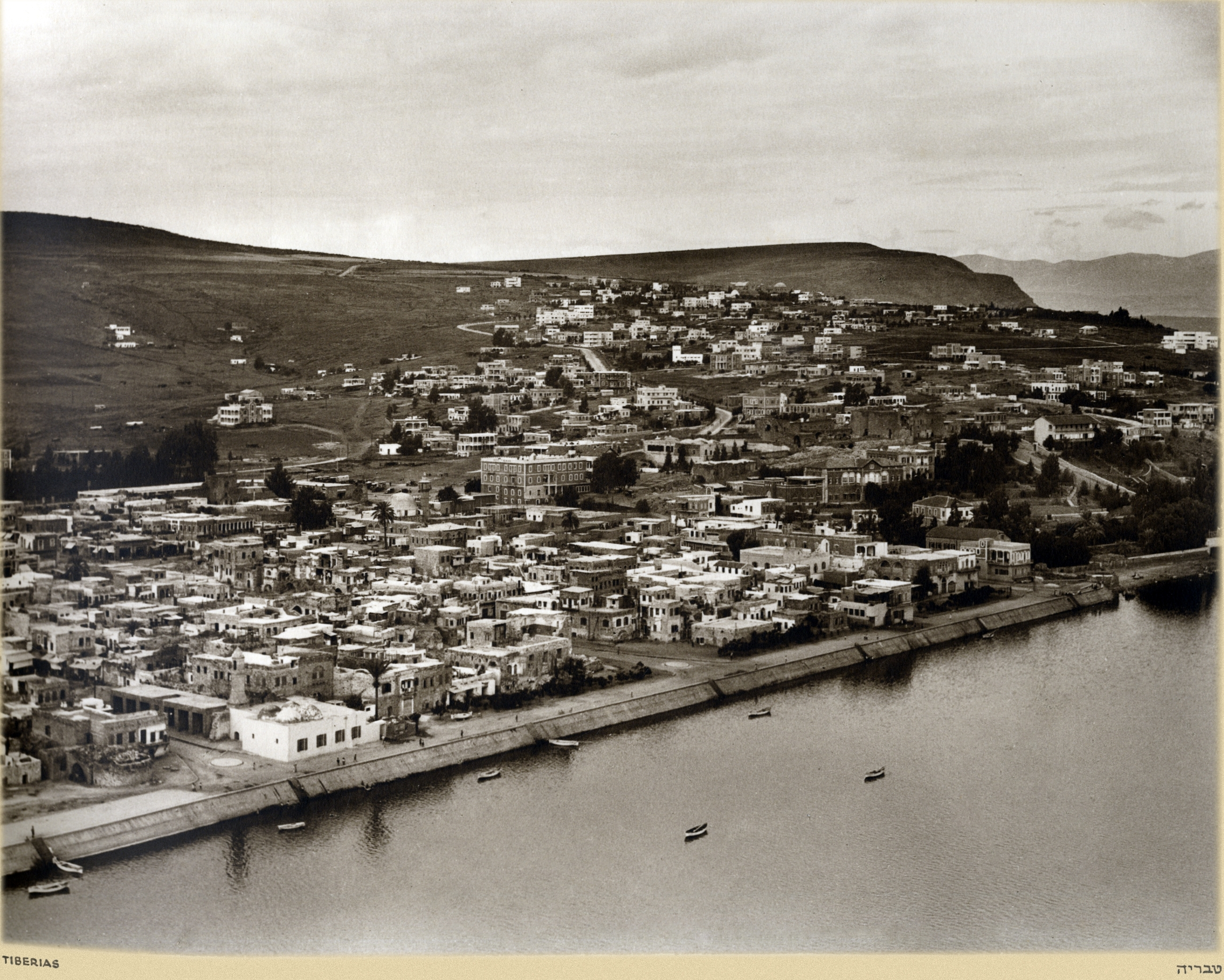
Фотография Золтана Клюгера. Ок. 1937-1938
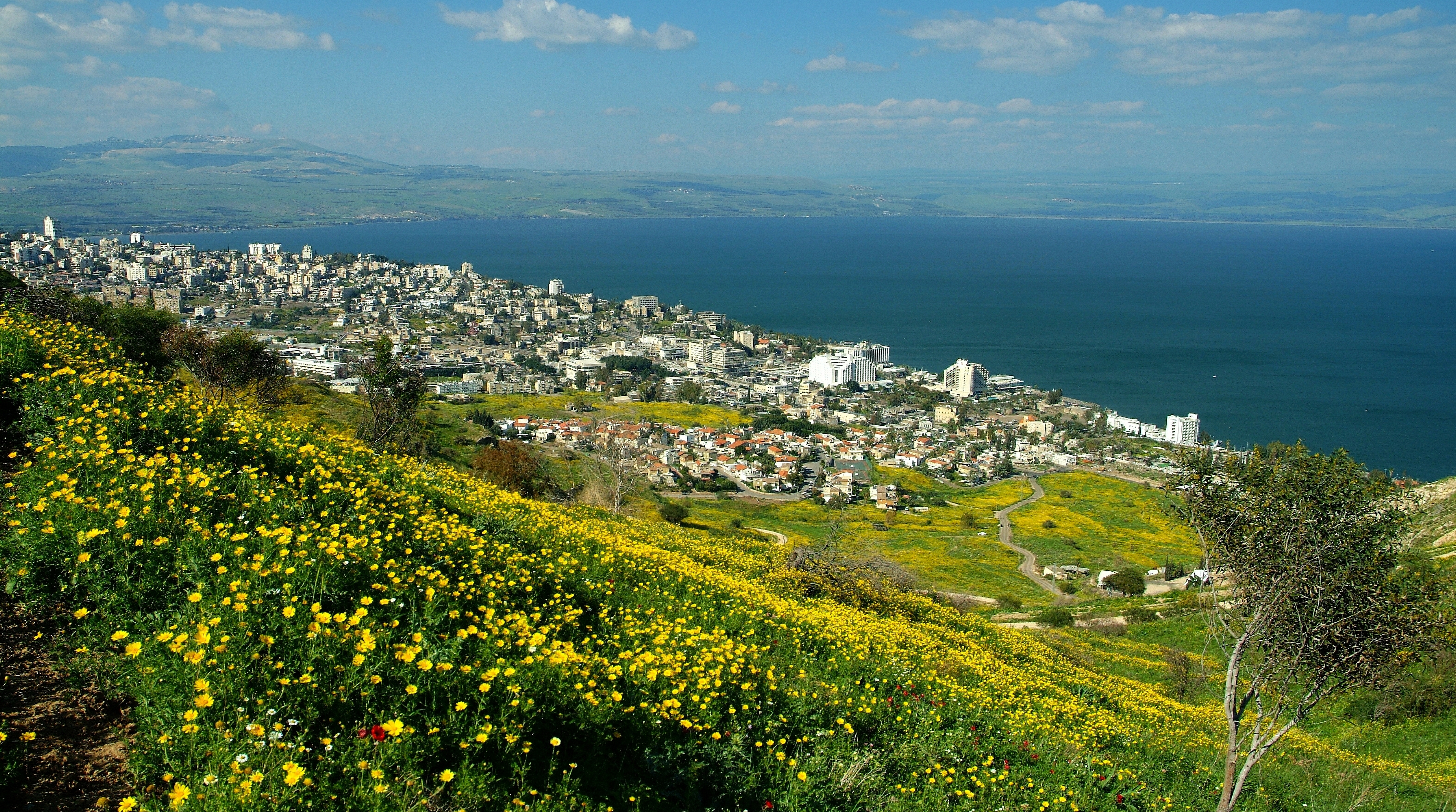
Современный вид города

## Города-побратимы
- Монпелье, Франция, с 1983
- Вормс, ФРГ, с 1986
- Аллентаун, Пенсильвания, США, с 1996
- Талса, Оклахома, США
- Грейт-Нек, Нью-Йорк, США, с 2002
- Уси, Китай, с 2007
- Сен-Рафаэль, Франция, с 2007